# Pematang Pulai
Pematang Pulai is een bestuurslaag in het regentschap Muaro Jambi van de provincie Jambi, Indonesië. Pematang Pulai telt 1026 inwoners (volkstelling 2010).